# Ejaculação feminina
A ejaculação feminina (vulgar: squirting, do ingl. to squirt "esguichar"; japonês: shiofuki) é caracterizada pela liberação de líquidos pela vagina durante o orgasmo. Até hoje a ejaculação feminina continua a ser tópico de debate entre profissionais médicos. A questão também envolve as discussões a respeito do ponto G.

## Estudos sobre ejaculação feminina
Muitos sexólogos, como Kinsey (1953)  e Masters e Johnson (1966)  classificam a ejaculação feminina como incontinência urinária.
A excreção de líquidos da vagina foi observado e descrito por Aristóteles e na medicina grega da antiguidade, que acreditava que o líquido expelido era importante na fecundação (Cláudio Galeno 131 - 200).
O anatomista italiano da Renascença Realdo Colombo (1516 - 1559) referiu-se à ejaculação feminina quando ele explicou as funções do clitóris. E o anatomista holandês Reigner de Graaf (1641 – 1673) descreveu a mucosa membranosa da uretra em detalhes e escreveu que "a substância podia ser chamada muito adequadamente de prostatae feminina ou corpus glandulosum' (...). A função da prostatae é gerar um suco pituito-seroso, que torna a mulher mais libidinosa. (...) Aqui também deve-se notar que o corrimento da prostatae feminina causa tanto prazer quanto o da próstata masculina". De Graaf associou a ejaculação feminina a glândulas presentes ao longo da uretra. Essas glândulas foram descritas em 1880 pelo ginecologista escocês Alexander Skene (1837 – 1900), levando então o seu nome.
Ainda no início do século XX, o meio científico defendeu que a ejaculação feminina seria um sintoma de histeria, somatizado na forma de incontinência urinária. Freud cita isso em seus estudos sobre o caso Dora.
Em 1926, o médico e sexologista holandês Theodoor Hendrik van de Velde (1873-1937) publicou um manual sobre o casamento, onde mencionava que algumas mulheres expelem um líquido durante o orgasmo. Em 1948, Huffman, um ginecologista americano, publicou um estudo, juntamente com detalhados desenhos, onde cita:
"A uretra pode ser comparada com uma árvore na qual crescem a partir de sua base ramos atrofiados, as glândulas de Skene"
Em 1950, o sexólogo alemão Ernst Gräfenberg (1881-1957) descreveu detalhadamente a ejaculação da mulher em relação ao prazer: "Esta expulsão convulsiva de fluidos ocorre sempre no apogeu do orgasmo e simultaneamente com ele. Se tem a oportunidade de observar o orgasmo dessas mulheres, pode-se ver que grandes quantidades de um líquido límpido e transparente são expelidas em esguichos, não da vulva, mas pela uretra (...). As profusas secreções que saem com o orgasmo não têm um objetivo lubrificador, pois nesse caso seriam produzidas no início do coito e não no auge do orgasmo."
Em 1978 Josephine Lowndes Sevely e JW Bennett publicaram um estudo traçando a história das controvérsias sobre o assunto até então. Whipple tomou conhecimento do fenômeno enquanto estudava a incontinência urinária.
Teorias que afirmam existir a ejaculação feminina foram fortemente refutadas por muitos autores, como o fisiologista Joseph Bohlen, por não ser baseada em procedimentos científicos.
Em 1983, a psiquiatra Helen Kaplan Cantor afirma:
"Ejaculação feminina nunca foi cientificamente comprovado e é altamente questionável, para dizer o mínimo."
Helen Kaplan Cantor ainda afirma que o que foi comprovado é o fenômeno de mulheres que urinam no momento do orgasmo.
Em 2015, um estudo realizado no Hospital Parly II, na França, liderado pelo ginecologista Samuel Salama, fez exames e testes bio-químicos em sete voluntárias que liberavam quantidade de líquido suficiente para encher um copo imediatamente após o orgasmo. Nos sete casos analisados, o líquido tratado como ejaculação, era urina pura.
No livro S=EX2: The Science os sex, Pere Estupinyà comenta sobre casos de mulheres conhecidas que ejacularam apenas poucas vezes durante a sua vida sexual, e quem não havia um padrão para que isso ocorresse. Apesar do pequeno número de casos a autora fala sobre como os casos conhecidos por ela corroboravam com os estudos do sexologista Gary Schubach. Mesmo algumas escritoras feministas radicais, como Sheila Jeffreys (1985) afirmam que a ejaculação feminina é uma invenção.

## Análise química e histológica do líquido ejaculado
Grande parte do problema em chegar a um consenso relaciona-se com a não adoção de um padrão para definições gerais e metodologia de pesquisa. As investigações tem utilizado indivíduos altamente selecionados, estudos de caso ou um pequeno número de indivíduos, tornando difícil generalização.
O foco dos estudos está na determinação da origem dos fluídos e se há ou não urina. Contudo há problemas com a coleta desse material sem contaminações. Como a área de interesse é a região das glândulas para-uretrais é extremamente difícil separar completamente a secreção da urina, ainda mais tendo em vista a possibilidade da ejaculação retrógrada, a qual iria da uretra direto para a bexiga.
Algumas pesquisas distinguem entre a ejaculação feminina e o que é popularmente conhecido squirting (liberação de grande quantidade de líquido). Esses termos são usados pelo público como sinônimos, o que pode levar à confusão. Nessas pesquisas, demonstra-se que a real ejaculação feminina é a liberação de um fluido muito escasso, espesso e esbranquiçado da próstata feminina, já a liberação de grande quantidade de liquido no orgasmo é um fenômeno diferente, sendo a expulsão abundante de urina diluída pela bexiga. Sugere-se que grande parte da obscuridade e as incertezas sobre a ejaculação feminina estão relacionados com a mistura destes dois fenômenos.
Em 1984 M. Zaviačič e colaboradores, realizaram um estudo buscando padronizar as células escamosas encontradas no fluído uretral de 10 estimuladas manualmente, em diferentes fases do período menstrual. Foi caracterizado diferenças quanto à eosinofilia das células em diferentes fases do período menstrual. Durante a fase proliferativa do ciclo menstrual e durante a ovulação a microscopia eletrônica de varredura e a de Transmissão mostraram células escamosas, normalmente isoladas ou em pequenos aglomerados, arranjadas como uma parede de pedra (ardósia) com bordas sobrepostas. Um núcleo elevado em forma de botão no centro da célula. ‘’Microcumes’’ foram observados na superfície da célula e mais cumes proeminentes marcam as junções celulares. Em células epiteliais é possível observar aglomerados de substâncias mucosas. O citoplasma das células escamosas mostrou depósitos de glicogênio e ocasionalmente grânulos lipídicos. Algumas células mostraram graves mudanças regressivas de decomposição do núcleo e liberaram material nuclear no citoplasma.
Em um estudo realizado por Gary Schubach usado cateterismo uretral, a fim de separar a urina de fluidos do orgasmo, sete mulheres que afirmavam ter ejaculações foram estudadas, e se constatou que elas somente expeliam grandes volumes de urina através do cateter durante o orgasmo, e pouco ou nenhum outro tipo de fluido.
O teste realizado pela equipe do doutor Samuel Salama em 2015, testou sete voluntárias que ejaculavam em jatos, grande quantidade de líquido ralo imediatamente após atingir o orgasmo. Para identificar a possível origem do líquido, as mulheres deveriam urinar e esvaziar a bexiga antes de iniciar a estimulação sexual, sendo feito em todas elas uma ultrassonografia comprovando que suas bexigas estavam vazias. Após devidamente estimuladas sexualmente, pouco antes do orgasmo, todas passaram por novo ultrassom, sendo que este último apontou que suas bexigas já possuíam razoável quantidade de urina. Continuada a estimulação sexual, todas as sete atingiram o orgasmo, e expeliram grandes quantidades de líquido, o qual foi recolhido e analisado. Por fim, novo e último ultrassom realizado após a "ejaculação" mostrou que as bexigas estavam novamente esvaziadas, enquanto os testes químicos apontavam que, entre as sete voluntárias, cinco expeliram um líquido composto predominantemente por urina, com traços de PSA feminino, oriundo das glândulas de Skene, enquanto que as amostras produzidas pelas duas voluntárias restantes era 100% igual às suas amostras de urina.
Alzate afirma que a experimentação direta não forneceu qualquer prova sobre a existência real de ejaculação feminina:
O Neurofisiologista Beverley Whipple, da Universidade Rutgers em Nova Jérsey, Estados Unidos, por outro lado, afirma que existe sim uma legítima e verdadeira ejaculação feminina , mas que ela se trata exclusivamente do fluido leitoso produzido pela glândula de Skene imediatamente após o orgasmo feminino, o PSA, o qual apenas escorre e em diminuta quantidade.

### Natureza do fluido
Os críticos sustentam que a ejaculação é incontinência de estresse ou lubrificação vaginal. A pesquisa nesta área concentrou-se quase exclusivamente nas tentativas de provar que o ejaculado não é urina, medindo substâncias como uréia, creatinina, fosfatase ácida prostática (PAP, do inglês prostatic acid phosphatase), antígeno específico da próstata (PSA, do inglês prostatic specific antigen), níveis de glicose e frutose. O trabalho inicial foi contraditório; o estudo inicial de uma mulher por Addiego e colegas, relatado em 1981, não pôde ser confirmado em um estudo subsequente em 11 mulheres em 1983, mas foi confirmado em outras 7 mulheres em 1984. Em 1985, um grupo diferente estudou 27 mulheres e encontrou apenas urina, sugerindo que os resultados dependem criticamente dos métodos utilizados.
Um estudo de 2007 em duas mulheres envolveu ultrassonografia, endoscopia e análise bioquímica de fluidos. O ejaculado foi comparado com a urina pré-orgásmica da mesma mulher e também com os dados publicados sobre a ejaculação masculina. Em ambas as mulheres, níveis mais altos de PSA, PAP e glicose, mas níveis mais baixos de creatinina foram encontrados no ejaculado do que na urina. Os níveis de PSA foram comparáveis aos dos homens.
Ultrassonografias de um estudo de 2014, envolvendo sete mulheres que relataram recorrência de fluidos durante a excitação sexual, confirmaram o completo esvaziamento da bexiga antes da estimulação, o notável enchimento da bexiga antes de esguichar e demonstraram que a bexiga havia sido esvaziada após esguichar. Embora pequenas quantidades de secreções prostáticas estejam presentes no fluido emitido, o estudo sugere que o esguicho é essencialmente a emissão involuntária de urina durante a atividade sexual.

### Fonte do fluido
Uma objeção muito prática diz respeito aos volumes relatados ejaculados, uma vez que esse fluido deve ser armazenado em algum lugar da pélvis, cuja bexiga é a maior fonte. O volume real do tecido para-uretral é bastante pequeno. Em comparação, o ejaculado masculino varia de 0,2 a 6,6 ml (intervalo de confiança de 95%), com um máximo de 13 ml. Portanto, as alegações de maiores quantidades de ejaculado provavelmente contêm pelo menos alguma quantidade de urina. Os onze espécimes analisados por Goldberg em 1983, variaram de 3 a 15 ml. Uma fonte afirma que as glândulas de Skene são capazes de excretar de 30 a 50 ml em 30 a 50 segundos, mas não está claro como isso foi medido e não foi confirmado. Uma abordagem é usar uma substância química como o azul de metileno para que qualquer componente urinário possa ser detectado. Belzer mostrou que em uma mulher ele estudou, o corante foi encontrado em sua urina, mas não sua expulsão orgástica.
PAP e PSA foram identificados nos tecidos para-uretrais, usando métodos bioquímicos e imuno-histoquímicos, sugerindo que o ejaculado é provável que surja a partir dos ductos desses tecidos, de uma maneira homóloga à do homem. Outro marcador comum à próstata / tecido para-uretral em ambos os sexos é a proteína 1 humana.
O PSA ocorre na urina e é elevado em amostras pós-orgásmicas em comparação com o pré-orgásmico. A coleta simultânea de ejaculação também mostrou PSA tanto na urina quanto no ejaculado em todos os casos, mas em maior concentração no ejaculado do que na urina.
"A ignorância e /ou confusão que ainda prevalece entre as mulheres sobre a anatomia e fisiologia de seus órgãos sexuais, podem faze-las errar achando que lubrificação vaginal ou incontinência urinária são ejaculações"

## Cultura sexual

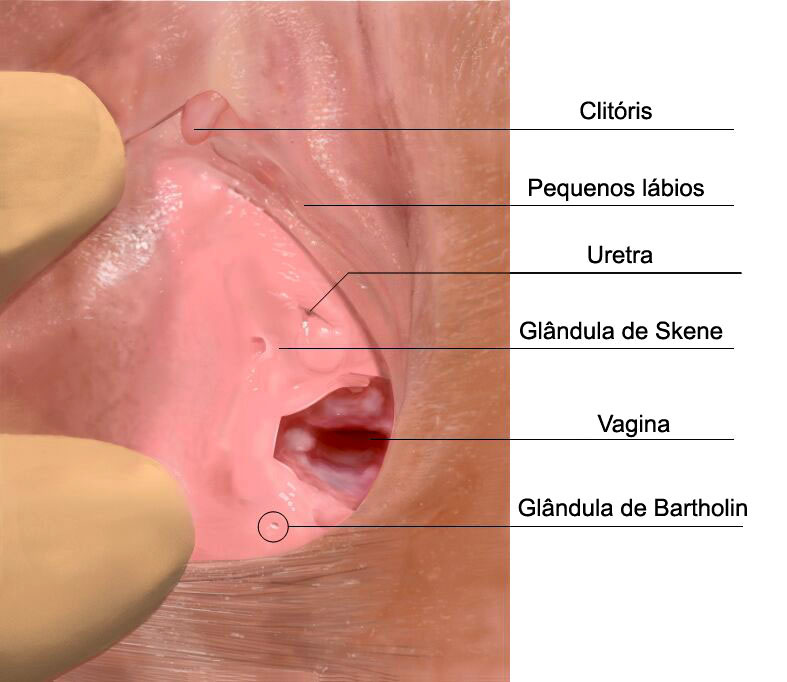
Clitóris, pequenos lábios (labia minora), abertura da uretra, vagina, glândula de Skene, glândula de Bartholin.

Antropólogos relataram rituais de puberdade na tribo batoro de Uganda, onde a ejaculação feminina tem um papel importante num costume chamado "kachapati", que significa "aspergir a parede". Nele, a jovem batoro é preparada para o casamento pelas mulheres mais velhas da aldeia, que lhe ensinam como ejacular.[carece de fontes?]
No Japão a ejaculação feminina é chamada "shiofuki", uma palavra que também é utilizada para o espiráculo da cabeça das baleias.[carece de fontes?]

## Cultura pornô
Na Inglaterra foram proibidos os filmes que mostram a ejaculação feminina pois vídeos de sexo contendo cenas com urina são proibidos no país. O órgão responsável afirmou que todos os exemplos que foram vistos até agora de ejaculação feminina se tratavam de urinar durante o sexo.
Na Austrália, uma visão semelhante foi tomada em relação às propostas de censura na internet, que proíbem sites pornográficos apresentando cenas com urina, proibindo assim os vídeos de ejaculações femininas.